# 2008 en science
| Années de la science : 2005 - 2006 - 2007 - 2008 - 2009 - 2010 - 2011    |
| Décennies de la science : 1970 - 1980 - 1990 - 2000 - 2010 - 2020 - 2030 |

Cet article présente les faits marquants de l'année 2008 en science.

## Évènements

### Biologie

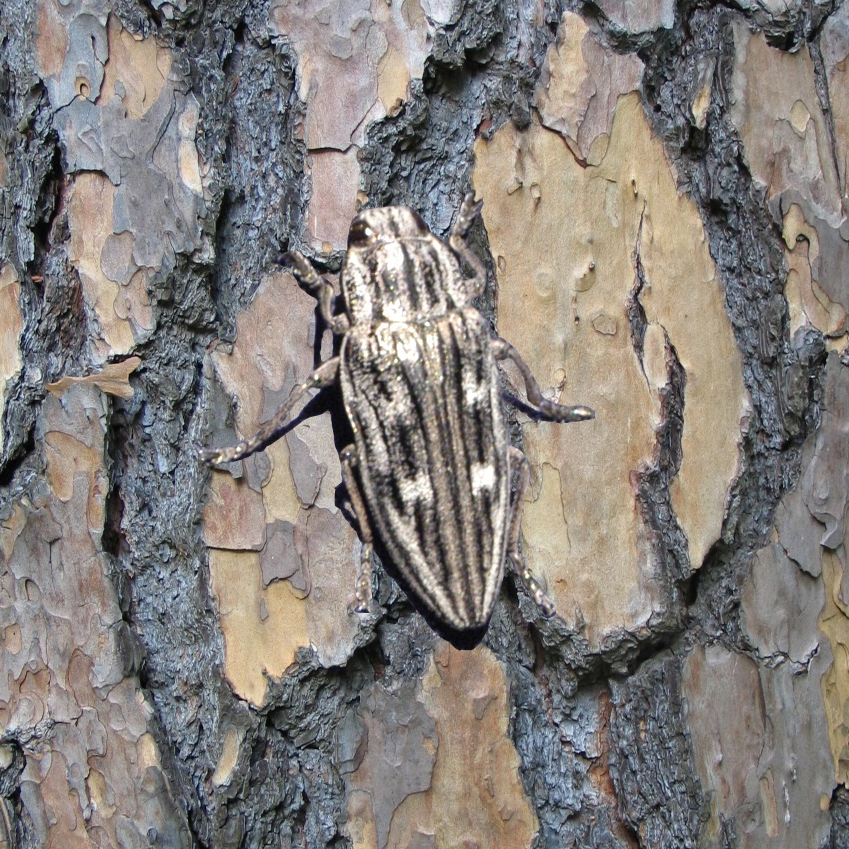
Chalcophora mariana

- Avril 2008 : une tortue de Swinhoe, espèce estimée éteinte à l'état sauvage, a été trouvée dans un lac du nord du Viêt Nam. Cette tortue peut peser 140 kg, mesurer 1 mètre et vivre cent ans. Trois autres spécimens sont encore répertoriés dans le monde.

- Novembre 2008 : 

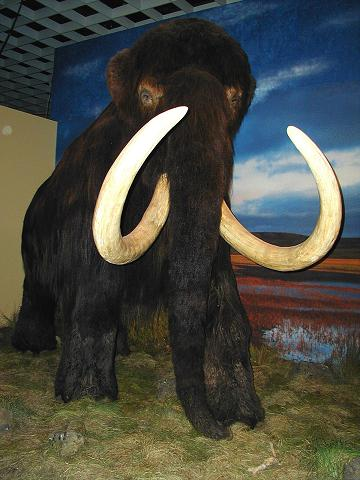
Reconstitution de Mammuthus primigenius

  - Les crapauds dits de canne à sucre (Bufo Marinus), dont la tête est grêlée de petites poches de venin, seraient les responsables de l'importante mortalité des crocodiles d'eau douce en Australie — 77 % des crocodiles ont disparu. Originaire d'Amérique centrale et d'Amérique du Sud cette espèce de crapauds a été introduite en 1935 pour éradiquer les coléoptères qui dévastaient les champs de canne à sucre des côtes tropicales du pays[1].
  - L'ours polaire "Debby" pensionnaire de l'Assiniboine Park Zoo de Winnipeg (Canada) est morte à l'âge de 42 ans alors que dans la nature les ours polaires ne dépassent pas en moyenne l'âge de 20 ans. Son état de santé général s'était très détérioré en quelques mois et elle a dû être euthanasiée. Elle était rentrée dans le Guiness Book des records[2].
  - 3,3 milliards de paires de base d'ADN de Mammuthus primigenius, soit 70 % environ du génome du mammouth laineux ont aujourd'hui pu être séquencés à partir des ADN de plusieurs sujets retrouvés dans le pergélisol sibérien, selon la revue Nature du jeudi 20 novembre[3]. La comparaison avec l'éléphant moderne suggère que diverses espèces de mammouth ont pu diverger il y a environ 1,5 à 2 millions d'années.
  - Une population d'un scarabée nordique, le Chalcophora mariana, considéré comme disparu, a été retrouvée dans le Östernorrland suédois.
- Août 2008 :
  - L'équipe de Didier Raoult à Marseille découvre Spoutnik, le 1° virophage connu. Spoutnik infecte le virus géant mimivirus qui lui-même infecte une amibe.

### Climatologie
- Avril 2008 : selon la revue Nature, un nouveau modèle d'étude de la circulation thermohaline, mis au point par une équipe de chercheurs du Leibniz Institute of Marine Science (Allemagne), montre que le courant du Gulf Stream devrait continuer à se ralentir -- il a déjà perdu un tiers de son intensité depuis les années 1950. Ce ralentissement devrait provoquer un refroidissement général des eaux de l'Atlantique nord lors des dix prochaines années mais sans altérer la tendance à long terme au réchauffement. Le Gulf Stream apporte de la chaleur à l'Europe ce qui lui permet d'avoir en moyenne 15 °C de différence avec les territoires de l'Amérique du Nord situés à la même latitude.

### Mathématiques
- Shigeru Kondo et Steve Pagliarulo calculent dix milliards de décimales de {\displaystyle \gamma }, la constante d'Euler-Mascheroni.

### Paléontologie

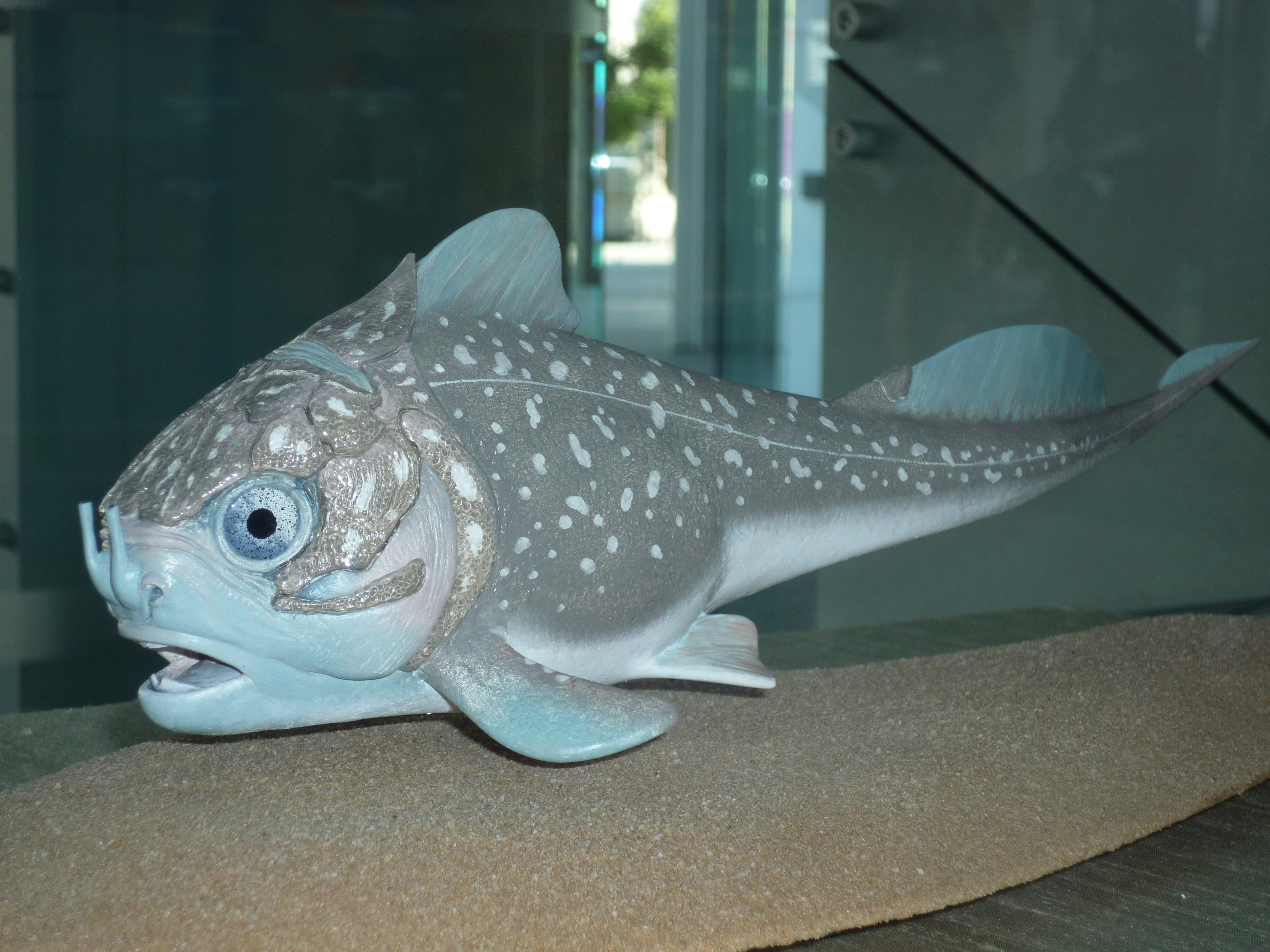
Le Materpiscis

- On a découvert le materpiscis (poisson-mère en latin), un placoderme de 380 millions d'années, qui est le plus ancien animal vivipare connu[4].

- Juin 2008 : un site majeur de dinosaures fossiles datant de 145 à 150 millions d'années vient d'être découvert près de Hanksville dans l'Utah.

- Novembre 2008 : un squelette de Metriorhynchus, un crocodile marin vieux de 152 millions d'années a été exhumé sur le site jurassien de Courtedoux, dans le nord-ouest de la Suisse. Long de plus de 3 mètres, il pesait quelque 300 kilogrammes de son vivant, et était doté de pattes-nageoires et d'une longue queue courbée à l'extrémité.

- Décembre 2008 : 

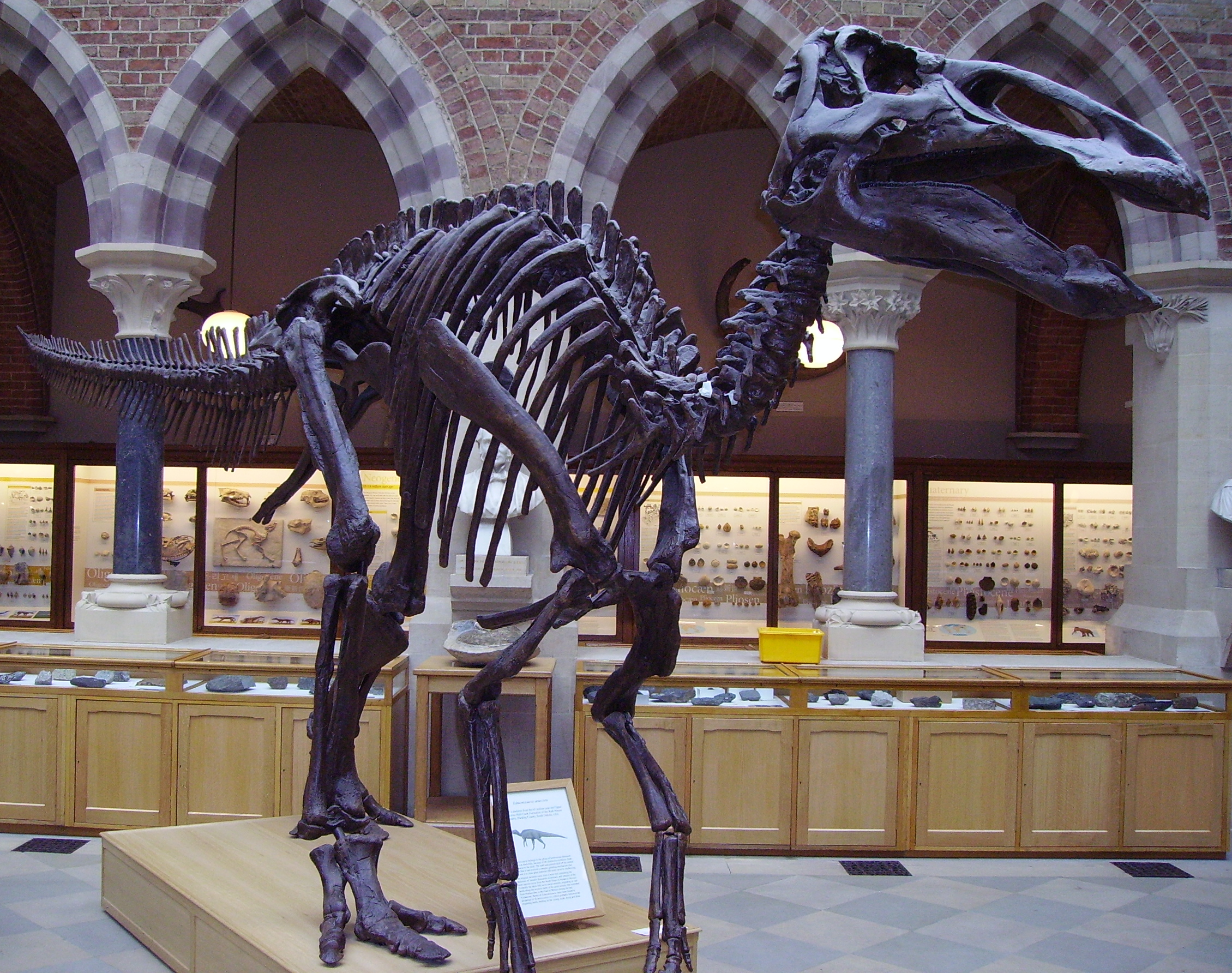
Squelette d'hadrosaurus

  - Selon une étude publiée par la revue "Science", certaines espèces de dinosaures carnivores mâles étaient apparemment des pères modèles couvant et protégeant seuls les œufs pondus par plusieurs femelles[5].
  - Un gisement très important d'os de dinosaures a été découvert en Chine dans 15 sites proches de la ville de Zhucheng, dans la province côtière du Shandong. Parmi les 7 600 os déterrés, ceux du plus grand hadrosauridé, ou dinosaure à bec de canard, jamais exhumé, mesurant neuf mètres de haut et 16,6 mètres de long.

### Physique

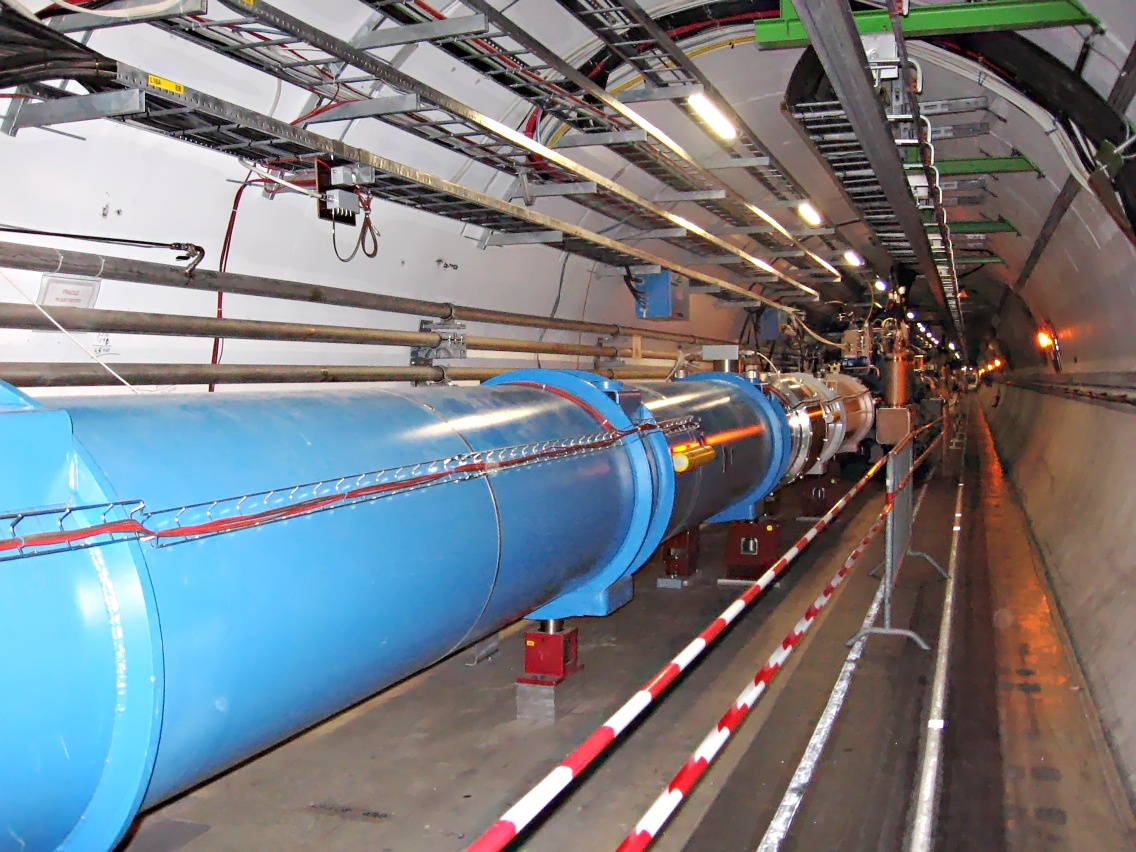
Tunnel du LHC avec tube contenant les électroaimants supraconducteurs

- 10 septembre : les premiers faisceaux de protons sont injectés dans le Large Hadron Collider.

## Publications
- Luigi Luca Cavalli-Sforza et Francesco Cavalli-Sforza: La Génétique des populations, Éditions Odile Jacob, 2008,  (ISBN 978-2-7381-2081-6)
- Jean-Pierre Changeux : Du vrai, du beau, du bien : Une nouvelle approche neuronale. Odile Jacob Paris

## Prix
- Prix Nobel

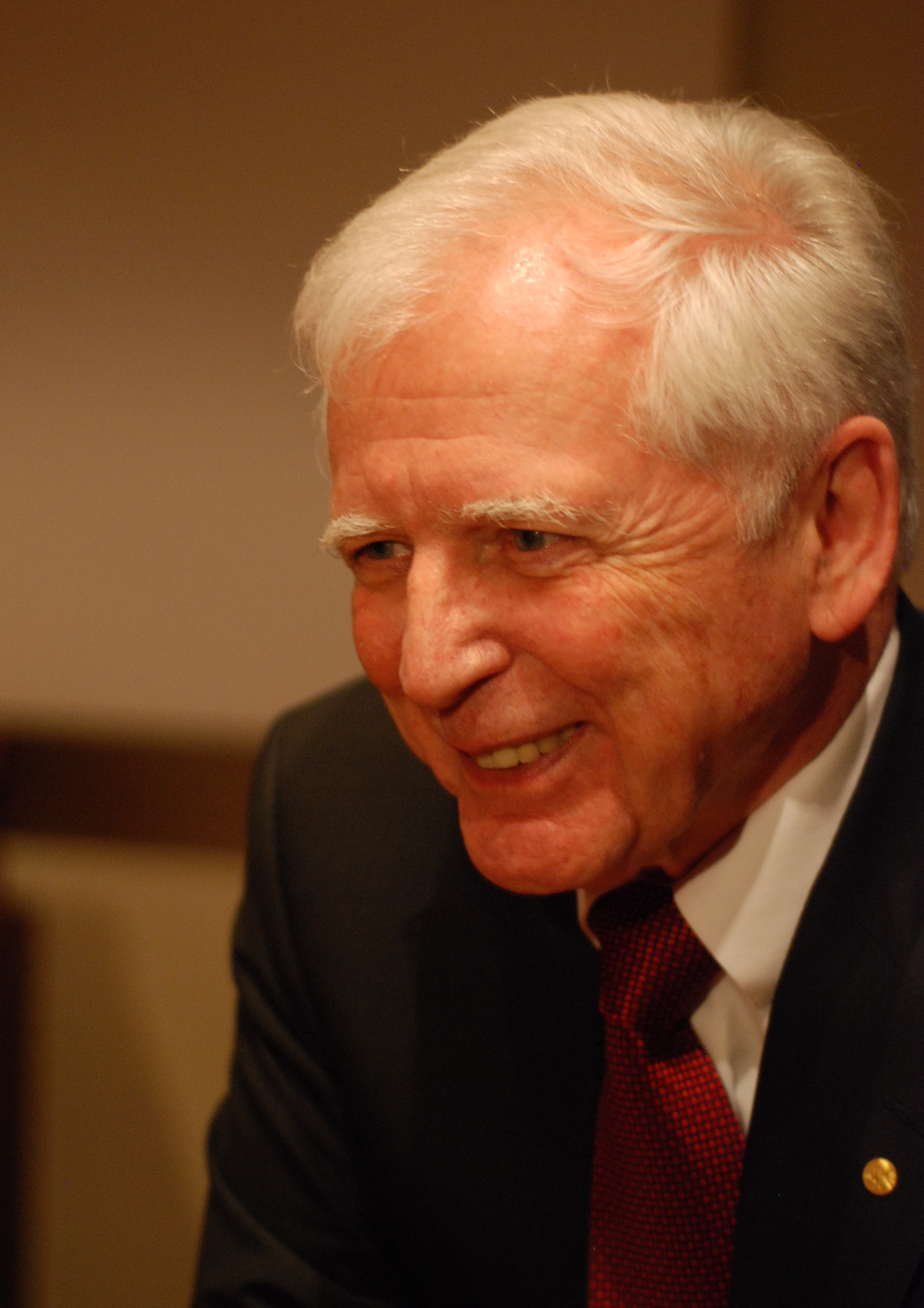
Harald zur Hausen

  - Prix Nobel de physiologie ou médecine : Harald zur Hausen, Françoise Barré-Sinoussi et Luc Montagnier
  - Prix Nobel de physique : Yoichiro Nambu, Makoto Kobayashi et Toshihide Maskawa
  - Prix Nobel de chimie : Osamu Shimomura, Martin Chalfie et Roger Tsien

- Prix Lasker
  - Prix Albert-Lasker pour la recherche médicale fondamentale : Victor Ambros, David Baulcombe, Gary Ruvkun
  - Prix Albert-Lasker pour la recherche médicale clinique : Akira Endo

- Médailles de la Royal Society
  - Médaille Copley : Roger Penrose
  - Médaille Darwin : Geoff Parker
  - Médaille Davy : James Fraser Stoddart
  - Médaille Leverhulme : Anthony Cheetham (en)
  - Médaille royale : Robert E. M. Hedges, Philip Cohen (en), Alan Fersht
  - Médaille Rumford : Edward Hinds

- Médailles de la Geological Society of London
  - Médaille Lyell : Alan Gilbert Smith (d)
  - Médaille Murchison : Mike Searle (en)
  - Médaille Wollaston : Norman Sleep (en)

- Prix Jules-Janssen (astronomie) : Jan Olof Stenflo (sv)
- Prix Turing en informatique : Barbara Liskov
- Médaille Bruce (Astronomie) : Sidney van den Bergh
- Médaille Linnéenne : Jeffrey Duckett (nl) et Stephen Donovan
- Médaille d'or du CNRS : Jean Weissenbach
- Grand Prix de l'Inserm : Alain Fischer

## Décès

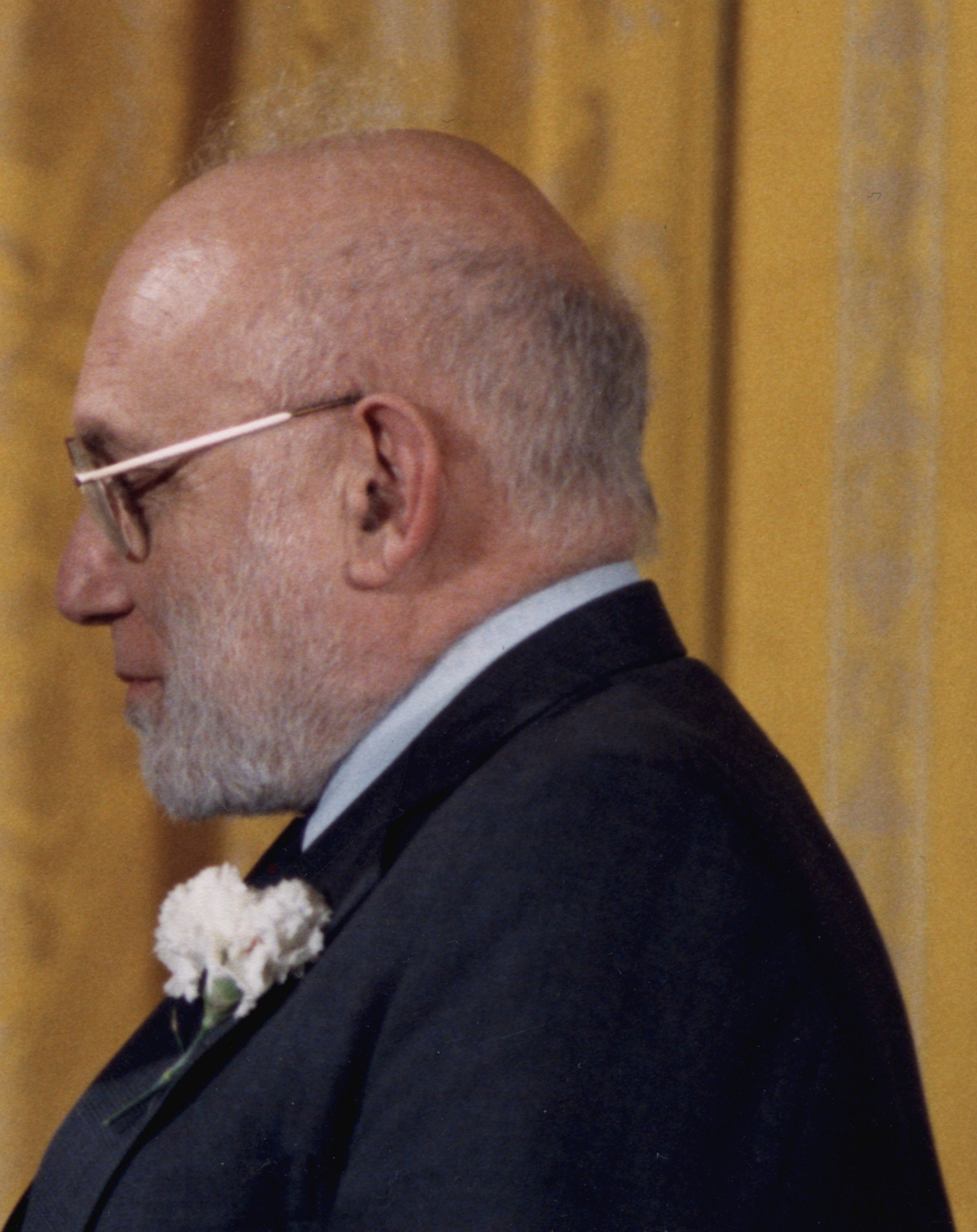
Joshua Lederberg

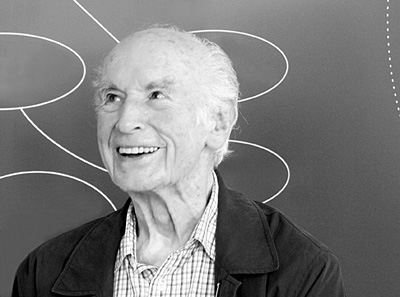
Albert Hofmann

- 9 janvier : Charles Fehrenbach (né en 1914), astronome français.
- 18 janvier : Emma Brunner-Traut (née en 1911), égyptologue allemande.

- 2 février : Joshua Lederberg (né en 1925), généticien et microbiologiste américain, prix Nobel de physiologie ou médecine 1958.

- 5 mars : Joseph Weizenbaum (né en 1923), informaticien germano-américain.
- 7 mars : David Gale (né en 1921), mathématicien et économiste américain.
- 13 mars : Chike Obi (né en 1921), homme politique et mathématicien nigérian.
- 16 mars : George David Low (né en 1956), astronaute américain.
- 20 mars : Guglielmo Maetzke (né en 1915), archéologue et étruscologue italien.
- 24 mars : Séverin Cécile Abega (né en 1955), écrivain et anthropologue camerounais.
- 30 mars : Roland Fraïssé (né en 1920), mathématicien (logicien) français.

- 5 avril : Boris Rosenfeld (né en 1917), mathématicien et historien des mathématiques russe.
- 13 avril : John Wheeler (né en 1911), physicien théoricien américain.
- 16 avril : Edward Lorenz (né en 1917), scientifique américain.
- 19 avril : Germaine Tillion (née en 1907), ethnologue et résistante française.
- 26 avril : Roger Bouillon (né en 1940), spéléologue, préhistorien et archéologue français.
- 29 avril : Albert Hofmann (né en 1906), chimiste suisse. Il découvrit le LSD en 1938.
- 10 mai : Paul Wild (né en 1923), scientifique australien.
- 15 mai : Willis Eugene Lamb (né en 1913), physicien américain, prix Nobel de physique en 1955.
- 22 mai : Denise de Sonneville-Bordes (née en 1919), préhistorienne française.

- 2 juin : Claude Kordon (né en 1934), neuroendocrinologue français.
- 4 juin : Bengt Westerlund (né en 1921), astronome suédois.
- 15 juin : Lucien Laubier (né en 1936), océanographe et universitaire français.
- 16 juin : Joseph Klatzmann (né en 1921), résistant, ingénieur agronome et statisticien français.
- 24 juin : Ruth Cardoso (née en 1930), anthropologue brésilienne.

- 11 juillet : Michael E. DeBakey (né en 1908), chirurgien cardiaque américain d'origine libanaise.
- 25 juillet : Randy Pausch (né en 1960), professeur d'informatique américain.

- 5 août : Neil Bartlett (né en 1932), chimiste anglais.
- 26 août : Pierre Robert Colas (né en 1976), archéologue et anthropologue allemand.
- 4 septembre : Conrad Laforte (né en 1921), ethnologue et bibliothécaire québécois.
- 5 septembre : Aureliano Brandolini (né en 1927), agronome et chercheur italien.

- 8 octobre : George Emil Palade (né en 1912), biologiste roumain naturalisé américain, prix Nobel de physiologie ou médecine en 1974.
- 18 octobre : Michael Ward (né en 1939), économiste et statisticien britannique.
- 26 octobre : Michele Piccirillo (né en 1944), franciscain, historien et archéologue italien.
- 23 novembre : Frits Böttcher (né en 1915), professeur de chimie physique néerlandais.
- 26 novembre : Edwin Salpeter (né en 1924), astrophysicien austro-australo-américain.
- 27 novembre : Ingo Wegener (né en 1950), informaticien allemand ;
- 28 novembre : Wo Weihan (né en 1949), biochimiste et homme d'affaires chinois.

- 5 décembre : George Brecht (né en 1926), artiste et chimiste américain.
- 9 décembre : Yuri Glazkov (né en 1939), cosmonaute soviétique.
- 11 décembre : Daniel Carleton Gajdusek (né en 1923), médecin pédiatre américain, prix Nobel de physiologie ou médecine en 1976.
- 14 décembre : Henri-Géry Hers (né en 1923), biochimiste belge.
- 26 décembre : Jean Marc Ela (né en 1936), enseignant, sociologue, anthropologue et théologien camerounais.
- 31 décembre : Charles Domergue (né en 1914), herpétologiste, naturaliste, spéléologue, géologue, ornithologue et résistant français.